# Gianni Rijavec
Gianni Rijavec (rojstno ime Janez), slovenski pevec in skladatelj zabavne glasbe, * 27. avgust 1962, Postojna

## Življenje in delo
Gianni je končal študij zborovodstva na Pedagoški akademiji v Ljubljani.
V začetku osemdesetih let 20. stoletja je ustanovil in vodil vokalni kvartet Big Ben, iz katerega se je kasneje razvila zabavnoglasbena skupina Big Ben.
Z njo je dosegel lepe uspehe na glasbenih odrih doma in v tujini ter sodeloval na različnih festivalih.
Po razpadu skupine Big Ben leta 1995 se je posvetil solo karieri.
Njegova prva samostojna plošča Najlepše balade je izšla leta 1997.
Snemal je duete, npr. z Vladimirjem Čadežem (»Ranjeno srce« (MMS 1996), »Zbogom sonce« (MMS 1998), »Pusti času čas« (EMA 1998)), Simono Weiss (»Ti in jaz«), Rebeko iz Makedonije (»Zgodba o miru in ljubezni«) in Iris Soban (»Ranjeno srce«).

## Dobrodelnost
Gianni je vodja fundacije Beli Golob, ki je bila ustanovljena leta 1999.
Sodeloval je tudi pri dobrodelnem projektu Slovenski Band Aid leta 1991, ko so ob osamosvojitvi Slovenije posneli pesem »Svobodno sonce« in spet ob njegovi oživitvi ob 30-letnici leta 2021.
Gianni je večkrat nastopal na dobrodelni prireditvi Goriška dlan, ki jo organizira Goriška območna Karitas.

## Nastopi na glasbenih festivalih

### Melodije morja in sonca
- 1986: »Za mano še jokala boš« (J. Rijavec / J. Rijavec), skupaj s skupino Big Ben
- 1996: »Ranjeno srce« (G. Rijavec), skupaj s skupino Big Ben
- 1998: »Zbogom sonce« (G. Rijavec / G. Rijavec / S. Fajon), skupaj z Vladimirjem Čadežem
- 2000: »Cuore rubato – Ukradeno srce« (G. Rijavec / M. Colleoni, G. Rijavec, M. Santin / I. Peternelj)

### EMA
- 1998: »Pusti času čas« (G. Rijavec / M. Čermak / S. Fajon), skupaj z Vladimirjem Čadežem – 2. mesto
- 1999: »Ljubezen je le ena« (G. Rijavec / M. Čermak / S. Fajon), skupaj z Vladimirjem Čadežem – 6. mesto
- 2002: »Baby blue« (G. Rijavec / G. Rijavec / S. Fajon)
- 2009: »Gloria« (G. Rijavec / L. Oblak / G. Rijavec)

### Mednarodni festival zabavne glasbe Forte (Sarajevo, Bosna in Hercegovina)
- 1999: »Obljubljena dežela«[2][3]

### Festival Stari Grad (Novi Pazar, Srbija)
- 2006: »Probudi me« (G. Rijavec / G. Rijavec / M. Merljak)

### Slovenska popevka
- 2008: »Tam, nad vrhovi sanj« (B. Zuljan / L. Oblak / P. Greblo)

### Slovenska polka in valček
- 2010 (rezerva): »Slovenska pesem« (G. Rijavec / I. Pirkovič), skupaj z Zidaniškim kvintetom[4]

### Festival slovenske domoljubne pesmi Mati Domovina
- 2013: »V meni bije slovensko srce« (G. Rijavec / I. Pirkovič), skupaj z Zidaniškim kvintetom[5][6][7][8][9]
- 2014: »Slovenska pesem« (G. Rijavec / I. Pirkovič / P. Grašič), skupaj z Zidaniškim kvintetom[10]
- 2015: »V meni bije slovensko srce« (G. Rijavec / I. Pirkovič ), skupaj s Kvintetom Dori

## Diskografija
- Slovenski Band Aid – Svobodno sonce (1991, 2021)
- Najlepše balade (1997)
- Sentimenti (1998)
- Poti do srca (2008)
- Zidaniški kvintet – Povej mi nekaj lepega (CD, 2011)
- Zidaniški kvintet z Giannijem Rijavcem – Narodni Gianni (CD, 2013)[11][12]
- Na zdravje! Razglednica Slovenije (2013)